# Simiyu (région)
La région de Simiyu est une région administrative de la Tanzanie. Elle a été créée en mars 2012.